# Strigopidae
Famille
Les Strigopidae (Strigopidés) sont une famille d'oiseaux de Nouvelle-Zélande. Elle n'est constituée que de deux genres. Cette famille a un temps été nommée Nestoridae, mais Strigopidae avait l'antériorité.

## Liste des genres et espèces
Selon la classification de référence du Congrès ornithologique international (version 10.2, 2020) (ordre phylogénique) :
- genre Nestor Lesson, R, 1830
  - Nestor notabilis Gould, 1856 – Nestor kéa (ou Kéa)
  - Nestor meridionalis (Gmelin, JF, 1788)  – Nestor superbe
  - Nestor productus (Gould, 1836) † – Nestor de Norfolk
- genre Strigops Gray, GR, 1845
  - Strigops habroptila Gray, GR, 1845 – Strigops kakapo